# Руда (Вилча)
Руда (рум. Ruda) — село у повіті Вилча в Румунії. Входить до складу комуни Будешть.
Село розташоване на відстані 154 км на північний захід від Бухареста, 8 км на південь від Римніку-Вилчі, 88 км на північний схід від Крайови, 121 км на південний захід від Брашова.

## Населення
За даними перепису населення 2002 року у селі проживали 573 особи, усі — румуни. Усі жителі села рідною мовою назвали румунську.